# Parrish (Alabama)
Pour les articles homonymes, voir Parrish.
Parrish est une municipalité américaine située dans le comté de Walker en Alabama.
Selon le recensement de 2010, sa population est de 982 habitants. La municipalité s'étend sur 2,09 milles carrés (5,41 km2).
Le premier bureau de poste de la localité est fondé en 1878 sous le nom de Hewitt. Il est renommé Jonesboro par le postier William R. Jones puis Parrish en l'honneur d'Alfred Parrish, un promoteur du chemin de fer. Parrish devient une municipalité en 1921.

## Démographie
| 1930 | 1940 | 1950 | 1960  | 1970  | 1980  |
| ---- | ---- | ---- | ----- | ----- | ----- |
| 987  | 870  | 757  | 1 608 | 1 742 | 1 583 |

| 1990  | 2000  | 2010 | - | - | - |
| ----- | ----- | ---- | - | - | - |
| 1 433 | 1 268 | 982  | - | - | - |